# Notarhaftung
Im deutschen Berufsrecht bzw. Deliktsrecht bezeichnet Notarhaftung die Haftung eines Notars, wobei folgender Grundsatz gilt: Der Notar haftet für vorsätzliche und fahrlässige Amtspflichtverletzungen. Diese Haftung ist speziell in § 19 Bundesnotarordnung (BNotO) geregelt. Die Haftung für Fahrlässigkeit ist dabei in der Regel subsidiär, d. h. der Notar kann nur dann in Anspruch genommen werden, wenn der Verletzte nicht auf andere Weise Ersatz zu erlangen vermag, § 19 Abs. 1 Satz 2 BNotO.
Die Vorschriften der deliktischen Amtshaftung gemäß § 839 BGB sind anwendbar, soweit § 19 BNotO keine spezielle Regelung enthält.
Der Staat haftet nicht an Stelle des Notars, § 19 Abs. 1 Satz 4 BNotO. Dies steht im Gegensatz zur allgemeinen Amtshaftung, für die Art. 34 Grundgesetz (GG) vorschreibt, dass die Verantwortlichkeit grundsätzlich den Staat oder die Körperschaft trifft, in deren Dienst der Amtsträger steht.

## Rechtsweg
Für Schadensersatzansprüche aus Notarhaftung sind die Landgerichte ausschließlich zuständig, § 19 Abs. 3 BNotO.

## Haftpflichtversicherung
Der Notar ist gesetzlich zum Abschluss einer Berufshaftpflichtversicherung verpflichtet, die mindestens 500.000 € je Versicherungsfall betragen muss, § 19a BNotO.